# Тијана Бартолета
Тијана Бартолета (енгл. Tianna Bartoletta; дев. Медисон; 30. август 1985) америчка је атлетичарка која се такмичи у дисциплинама скок удаљ, 60 м, 100 м. На Летњим олимпијским играма 2012. заједно са Алисон Филикс, Бијанком Најт и Кармелитом Џетер поставила светски рекорд на трци 4 × 100 метара. На следећим олимпијским играма је одбранила злато у истој конкуренцији и освојила злато у још једној конкуренцији, скок удаљ. Такође је и трострука светска првакиња у скоку удаљ.